# Hévízgyörk
Hévízgyörk község Pest vármegyében, az Aszódi járásban.
A település az őskortól a középkoron át napjainkig lakott volt. Múltjának egyik meghatározó emléke középkori temploma, amelyet a helybeliek Öregtemplomként emlegetnek. Az 1988-ban helyreállított és azóta gondosan karbantartott épület méltán tart számot az idelátogatók érdeklődésére.

## Fekvése
Budapesttől 35 kilométerre keletre található, a Gödöllői-dombság keleti felén, a Galga-patak völgyében. Mindössze négy település határos vele közvetlenül: észak felől Kartal, kelet-délkelet felől Galgahévíz, nyugat felől Bag, északnyugat felől pedig Aszód.

### Megközelítése
Közigazgatási határai között áthalad a 3-as főút és az M3-as autópálya is, így ezek révén az ország távolabbi részei felől is viszonylag könnyen megközelíthető. Csomópontja azonban egyiknek sincs a területén, s a központján csak a 3105-ös út halad keresztül, melyen Bag vagy Galgahévíz érintésével érhető el.
A hazai vasútvonalak közül a Budapest–Sátoraljaújhely-vasútvonal érinti, melynek egy megállási pontja van itt; Hévízgyörk megállóhely a belterülettől északi irányban, a Galga túlsó partján fekszik, közúti elérését a 31 311-es számú mellékút teszi lehetővé.

## Története
Hévízgyörk Pest vármegyében, a Gödöllői dombvidéktől keletre, a Galga-patak völgyében, a vízfolyás jobb partján található. A Galga-patakot, mely a Cserhátban ered és a Zagyvába ömlik, sűrűn szegélyezik a települések. A vidék változatos képet nyújt meredek partjaival, lapos dombjaival, sík területeivel.
A Galga völgye igen csalogató volt a letelepedni szándékozóknak már évezredek óta, hiszen a folyóvíz mellett a szintén fontos földműveléshez, állattartáshoz szükséges területek szintén rendelkezésre álltak. Legrégebbi emlékünk az ókorból származik, s ezt követően az emlékek segítségével végigkövethetők a különböző korszakokra jellemző emberi tevékenységek, életkörülmények. A legtöbb emlék a középkorból maradt ránk, azonban még ennek a korszaknak a "dokumentációja" is hiányosnak bizonyul. A birtok létezésére utaló első adat 1438-ból származik: Hévízgyörk ekkor Fornak András és Pohárnok András családjainak birtoka volt. 1482-ben egy Gyerk nevű helység kerül említésre egy oklevélben, mely nagy valószínűséggel szintén a mai Hévízgyörkre enged következtetni. Az oklevélben a Rozgonyi család neve szerepel, és tudván, hogy Tura és Hévíz Rozgonyi birtokká váltak, következtethetünk arra, hogy Hévízgyörk is a birtok részévé vált.
A következő emlék 1516-ból származik, egy ekkori oklevélen már Bornemissza Zsigmond birtokaként tüntetik fel Hévízgyörköt. Sokan úgy tudják az itt élők közül, hogy 1530 körül a falu elnéptelenedett, azonban a ránk maradt írásos emlékek szerint ez nem történt meg. Ebből az időből maradt ránk összeírás a lakosokról és a váci püspökségnek való dézsma beszolgáltatásáról is. 1565-ből származik az első említése Hévízgyörknek egy adóösszeírás megmaradt darabjain, Hewyzgeork néven. Ezt követően, 1593-tól 1637-ig nem került elő semmilyen írásos anyag a falu életéből, ezért következtethetünk arra, hogy néhány évig valóban lakatlanul állt a falu, azonban feltételezhető, hogy a tizenöt éves háború végeztével visszatelepültek a lakosok. Az 1700-as évek elejétől a bujáki és részben hatvani uradalomhoz tartozó Hévízgyörk a környező nagybirtok részévé vált.
Mint minden falu életében, Hévízgyörk esetén is szorosan összefonódik a vallás és a település története. 1700-ban az egyházlátogatási jegyzőkönyv bejegyzései alapján három felekezet lakosai éltek a faluban. Ma a faluban négy templom található, közülük egy műemlék. Az 1704-ben épített református templom kegytárgyai közül az 1723-ból való kehely érdemel említést. A klasszicista stílusú evangélikus templom a 19. század elején épült. A falu mellett 1,5 hektárnyi horgásztó található. Országosan ismert a hagyományőrző, Arany minősítésű Hévízgyörki Asszonykórus.

## Közélete

### Polgármesterei
- 1990–1994: Tóth Tibor (független)[3]
- 1994–1998: Tóth Tibor (független)[4]
- 1998–2002: Tóth Tibor (független)[5]
- 2002–2006: Tóth Tibor (független)[6]
- 2006–2010: Bobál István (ÖHÉ)[7]
- 2010–2014: Tóth Tibor (független)[8]
- 2014–2019: Bazan Tibor (Fidesz-KDNP)[9]
- 2019–2024: Bazan Tibor (Fidesz-KDNP)[10]
- 2024– : Bazan Tibor (Fidesz-KDNP)[1]

## Népesség
A település népességének változása:
| Lakosok száma | 2997 | 2973 | 3036 | 3239 | 3330 | 3330 | 3360 |
|               | 2013 | 2014 | 2018 | 2021 | 2022 | 2023 | 2024 |

A 2011-es népszámlálás során a lakosok 89,1%-a magyarnak, 0,3% cigánynak, 0,8% németnek, 0,5% románnak mondta magát (10,8% nem nyilatkozott; a kettős identitások miatt a végösszeg nagyobb lehet 100%-nál). A vallási megoszlás a következő volt: római katolikus 43,9%, református 9,7%, evangélikus 18,3%, görögkatolikus 0,3%, felekezeten kívüli 6,4% (20% nem nyilatkozott).
2022-ben a lakosság 91,4%-a vallotta magát magyarnak, 0,5% németnek, 0,2% cigánynak, 0,1-0,1% bolgárnak, szlováknak, ukránnak, románnak és lengyelnek, 3% egyéb, nem hazai nemzetiségűnek (8,6% nem nyilatkozott; a kettős identitások miatt a végösszeg nagyobb lehet 100%-nál). Vallásuk szerint 35,1% volt római katolikus, 14,4% evangélikus, 9,8% református, 0,3% görög katolikus, 0,1% ortodox, 0,1% izraelita, 1,1% egyéb keresztény, 0,6% egyéb katolikus, 7,8% felekezeten kívüli (30,6% nem válaszolt).

## A Hévízgyörki Asszonykórus
1969-ben alakult meg a Hévízgyörki Asszonykórus, és azóta már sok sikert szerzett a település számára. Az asszonyok nagyon sok helyen megfordultak Magyarországon és külföldön egyaránt. Mindenhol nagy elismerésben részesültek és érmeket szereztek. Szereplésük révén az emberek megismerték hol is van a térképen Hévízgyörk. Tevékenységük célja a régi szokások felelevenítése, megőrzése és a modern kor eszközeivel történő népszerűsítése.

## Nevezetességek
A 13. században épült hévízgyörki Öregtemplom jórészt ma is őrzi középkori jellegzetességeit. A műemlék épületben máig is tartanak katolikus istentiszteleteket.

## Testvérváros
Hévízgyörk testvérvárosa a németországi Bamberg közigazgatási területéhez tartozó 5700 lakosú kisváros, Schlüsselfeld. A két település vezetősége 2003 tavaszán vette fel egymással a kapcsolatot. Majd ezután 2004 szeptemberében találkoztak először és végül 2005. június 25-én írták alá a megállapodást.

## Híres személyek
- Itt született Gerő Károly színműíró 1856. október 18-án, akinek nevéhez számos, a 19. század végén, a 20. század elején bemutatott nagysikerű népszínmű kötődik.
- Itt született 1853-ban Gerő Katalin, aki 1898-tól 1927-ig egy budapesti leányárvaház igazgatónője volt és életéről, munkásságáról 1939-ben megjelent Életem c. önéletrajzi regényében emlékezett vissza.
- Itt élt Szilágyi Áron olimpiai és világbajnok magyar kardvívó.
- Itt született Szabó Margit (1904. február 25. – Budapest, 1980. november 18.) színésznő.
- Itt született 1927. február 10-én Pauló Lajos (meghalt 1975. augusztus 17-én) rendező. A Színház- és Filmművészeti Főiskolán végzett 1956-ban. 1960-tól haláláig a Magyar Televíziónál az Ifjúsági osztályon dolgozott. Az ő nevéhez fűződik az MTV híres kulturális tehetségkutató sorozata, a Ki mit tud?
- Itt született 1967. augusztus 9-én Blaskó Csaba népzenész.